# Борозел (Бихор)
Борозел (рум. Borozel) насеље је у Румунији у округу Бихор у општини Бород. Oпштина се налази на надморској висини од 287 m.

## Становништво
Према подацима из 2002. године у насељу је живело 652 становника, од којих су сви румунске националности.